# ساندي ويكسلر
ساندي ويكسلر (بالإنجليزية: Sandy Wexler) فيلم كوميدي أمريكي. من إخراج ستيفن بريل، وكتابة دان بولا، بول سادو، وآدم ساندلر. وبطولة ساندلر، جنيفر هدسون، كيفن جيمس، تيري كروز، روب شنايدر، كولن كوين، نيك سواردسون، لامورن موريس، وآرسينيو هول. توفر الفيلم للعرض حسب الطلب على نتفليكس في 14 أبريل، 2017.

## قصة الفيلم
ساندي ويكسلر مكتشف ومدير أعمال مواهب يعمل في مدينة لوس أنجلوس في التسعينات. يقع في غرام إحدى عملائه كورتني كلارك مغنية موهوبة أكتشفها في المنتزه، وتنشأ قصة حب بينهما.

## الممثلين والشخصيات
- آدم ساندلر بدور، ساندي ويكسلر
- جنيفر هدسون بدور، كورتني كلارك
- كيفن جيمس بدور، تيد رافيرتي
- تيري كروز بدور، «بيدتايم» بوبي بارنز
- روب شنايدر بدور، فيروز
- كولن كوين بدور، كيفن كونورز
- نيك سواردسون بدور، غاري روجرز
- لامورن موريس بدور، بلينغ
- آرسينيو هول

## وصلات خارجية
- ساندي ويكسلر على نتفليكس
- ساندي ويكسلر على موقع IMDb (الإنجليزية)
- ساندي ويكسلر على موقع ميتاكريتيك (الإنجليزية)
- ساندي ويكسلر على موقع روتن توميتوز (الإنجليزية)
- ساندي ويكسلر على موقع نتفليكس (الإنجليزية)
- ساندي ويكسلر على موقع قاعدة بيانات الأفلام العربية
- ساندي ويكسلر على موقع ألو سيني (الفرنسية)
- ساندي ويكسلر على موقع أول موفي (الإنجليزية)
- ساندي ويكسلر على موقع فيلمافينيتي (الإسبانية)
- ساندي ويكسلر على موقع قاعدة بيانات الفيلم (الإنجليزية)
- ساندي ويكسلر على موقع ليتربوكسد (الإنجليزية)